# Therese Alshammar
Therese Alshammar (Solna, 26. kolovoza 1977.) je švedska plivačica.
Višestruka je svjetska i europska prvakinja u plivanju.